# غاري ويب (مهندس)
غاري ويب (بالإنجليزية: Gary Webb)‏ هو مهندس أمريكي، ولد في 19 أبريل 1949.